# Franciszka Magdalena d’Orléans
Franciszka Magdalena d'Orléans (ur. 13 października 1648 w Saint-Germain-en-Laye, zm. 14 stycznia 1664 w Turynie) – księżniczka Francji (Mademoiselle de Valois) i Orleanu oraz poprzez małżeństwo księżna Sabaudii. Pochodziła z rodu Burbonów.

## Życiorys
Urodziła się jako córka księcia Orleanu Gastona i jego drugiej żony księżnej Małgorzaty Lotaryńskiej. Była wnuczką króla Francji Henryka IV i jego drugiej małżonki królowej Marii Medycejskiej.
4 marca 1663 poślubiła w Paryżu per procura swojego brata ciotecznego – księcia Sabaudii Karola Emanuela II. Ceremonię powtórzono 3 kwietnia 1663 w Annecy, w obecności obojga małżonków. Para nie miała dzieci.
Została pochowana w katedrze turyńskiej.